# 데버라 스나이더
데버라 스나이더(영어: Deborah Snyder)는 미국의 영화 제작자이다. 2004년 잭 스나이더와 결혼한 이래 그를 도와 《왓치맨》, 《300》 등 다수의 영화 제작에 참여했다.

## 제작 작품 목록

### 영화
| 연도 | 제목                              | 배역     | 비고 |
| ---- | --------------------------------- | -------- | ---- |
| 2007 | 300                               | 제작책임 |      |
| 2009 | 왓치맨                            | 제작     |      |
| 2010 | 가디언의 전설                     | 제작책임 |      |
| 2011 | 써커 펀치                         | 제작     |      |
| 2013 | 맨 오브 스틸                      | 제작     |      |
| 2014 | 300: 제국의 부활                  | 제작     |      |
| 2016 | 배트맨 대 슈퍼맨: 저스티스의 시작 | 제작     |      |